# Montlauzun
Montlauzun è un comune francese di 132 abitanti situato nel dipartimento del Lot nella regione dell'Occitania.

## Società

### Evoluzione demografica
Abitanti censiti